# Beneš-Mráz Be-550 Bibi
Beneš-Mráz Be-550 Bibi byly československé sportovní dvoumístné dolnoplošníky z druhé poloviny třicátých let 20. století, které byly vyrobeny ve firmě Beneš-Mráz v Chocni, která je vyvinula v plodném roce 1936. Letouny byly určeny pro sportovní a turistické létání.

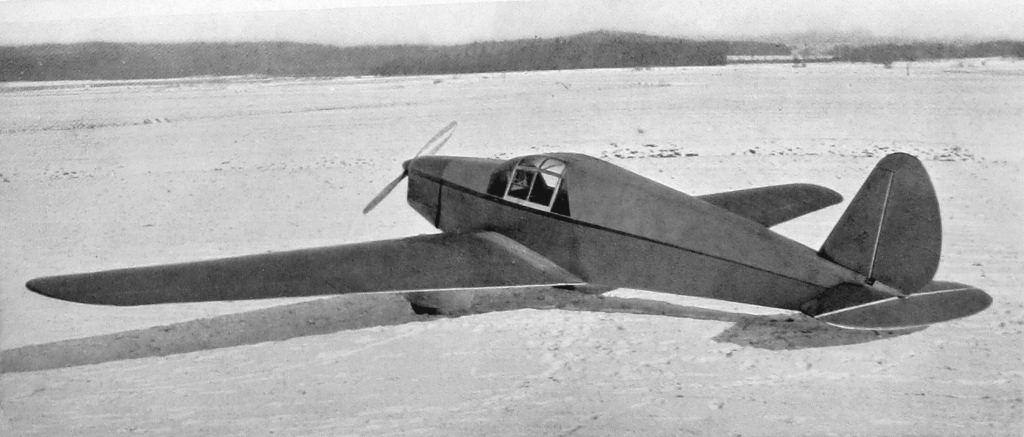
Beneš-Mráz Be-550 Bibi, prototyp (1936)

## Vznik a vývoj
Jednalo se o další model do řady úspěšných předválečných letadel této firmy, která byla vyráběna pro sportovní účely. Světovou premiéru si prototyp Be-555 odbyl od 13. listopadu 1936 na XV. mezinárodním aerosalónu v Paříži, kde vzbudil značnou pozornost. Představení neimatrikulovaného prototypu v Paříži se ukázalo jako předčasné, neboť záhy se objevili vážní zájemci a ty bylo nutno odkázat s možnými dodávkami na pozdější dobu. První let se uskutečnil až 28. prosince 1936. První sériové stroje byly k dispozici až v polovině roku 1937 (OK-BEP, OK-BET).

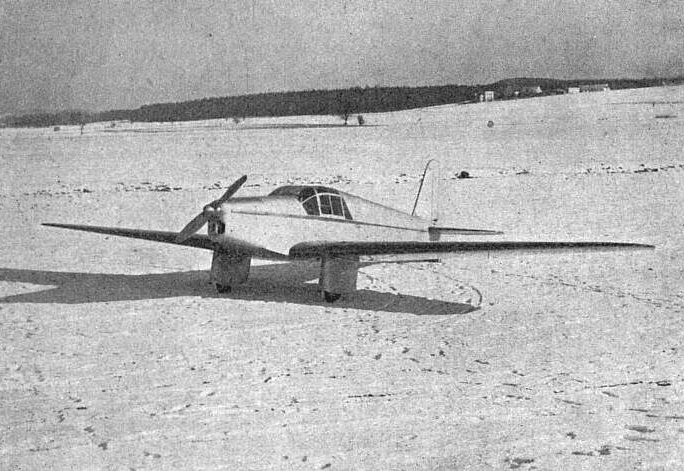
Beneš-Mráz Be-550 Bibi, prototyp (1936)

Letoun se sedadly vedle sebe zkonstruovaný ing. Pavlem Benešem byl v roce 1936 svého druhu ojedinělou konstrukcí v celém světovém letectví*. Lehká turistická letadla této kategorie s motory o výkonu 40-60 k (29-44 kW) dosahovala v té době maximální rychlosti 140-155 km/h (např. RWD-16, Koolhoven F.K.53 Junior, Rogožarski SIM-VI, Zlín Z-XII), zatímco Be-550 dosahovala maximální rychlosti 180 km/h a cestovní rychlosti 155 km/h.
Celkem bylo v letech 1937-8 rozpracováno 19, z nichž některé se dostaly nebo byly prodány do Velké Británie, Francie a Egypta. Značná část rozpracovaných draků vzhledem k napjaté politické situaci před II. světovou válkou však zůstala nedokončena. Podle letounů Be-550 bylo vyrobeno 25. V československém leteckém rejstříku jich bylo zaneseno jen pět.
```
*
 Jugoslávské školní letadlo SIM-II navržené Ing. Sime Milutinović měl paralelní sedadla. Letadlo létalo v letech 1930 až 1937.
```

## Popis letounu
Letoun Be-550 byl dolnokřídlý jednoplošník, jehož křídlo bylo složeno ze tří částí. Střední část byla vcelku s trupem a obě krajní, odnímatelné části byly upevněny na závěsech. Křídlo bylo dřevěné s dýhovaným potahem. Dřevěný, dýhovaný, šestihranný trup byl vyroben v jednom celku s nástavky křídla, stabilizační a kýlovou plochou. Dvoumístný kokpit byl umístěn téměř v těžišti letadla. Kryt kabiny měl na obou stranách vpřed odklopitelná dvířka se zasouvatelnými postranními okénky. Za sedadly byl prostor pro zavazadla. Řízení bylo dvojité s jedinou, rozvidlenou pákou a zdvojenými nožními pedály.

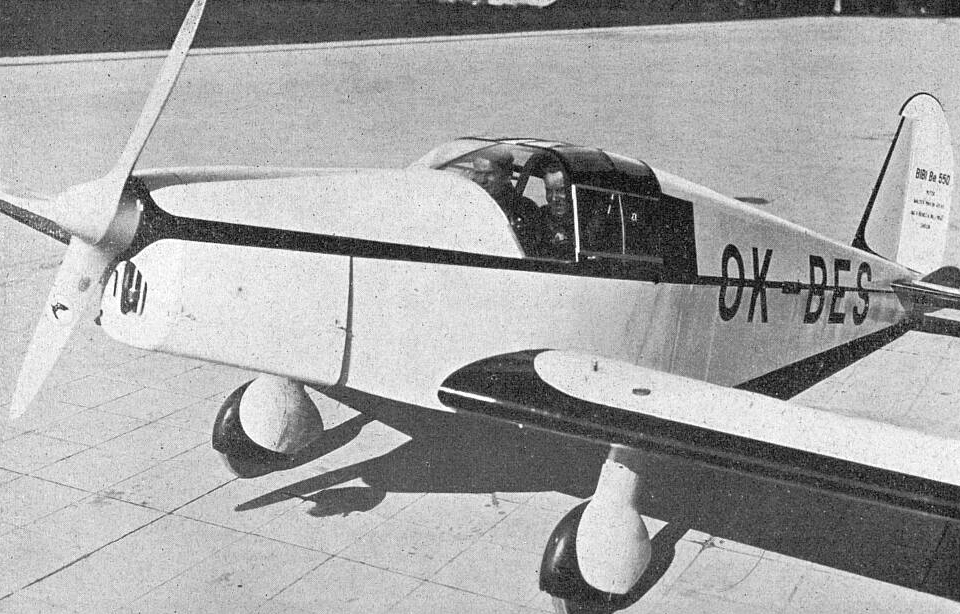
Beneš-Mráz Be-550 Bibi, rekordní letoun (1938)

Podvozek byl složen ze dvou samostatných částí upevněných na hlavním nosníku křídla. Odpérováním byl gumovými prstenci s třecím tlumičem. Každá z polovin podvozku byla opatřena aerodynamickými kryty. "Kalhotové" kryty byla u pozdějších strojů nahrazeny profilováním podvozkové vzpěry a kapkovitým krytem kola. Ostruha byla vyrobena z listových pružin.
Motorové lože bylo svařeno z ocelových trubek a neslo pružně uložený invertní čtyřválcový vzduchem chlazený motor Walter Mikron II o výkonu 44-48 kW/60-65 k. Dvě benzínové nádrže (2x30 l) byly umístěny v nástavcích křídel trupu, z nichž palivo dopravovalo čerpadlo ke karburátoru. Olejová nádrž s objemem 10 l byla umístěna pod motorem u protipožární stěny.

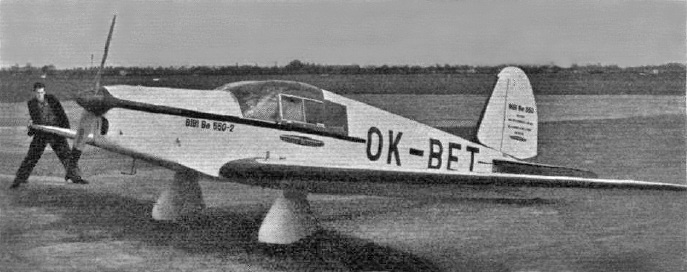
Be-550 (OK-BET), vítězný letoun z Národního letu 1937 po přeletu do Velké Británie (1939)

## Použití
Od poloviny roku 1937 byla letadla dodávána jednotlivým aeroklubům Aeroklubu RČs., Ministerstvu veřejných prací, některá zůstala v majetku továrny Beneš-Mráz. Byly to např. letouny s imatrikulací  OK-MAE, OK-BEU, OK-BET, OK-BES, OK-BEP atd.
Ve dnech 24.-26. září 1937 se letoun Be-550 (OK-BET, výr. č. 2, imatrikulován 22. září 1937) za pilotáže Vladislava Krejčího a Karla Divíška z Moravskoslezského aeroklubu zúčastnil 3. ročníku Národního letu RČs. V celkovém pořadí zvítězil rychlostí 186,8 km/h a při závodu spotřeby dosáhl spotřeby 6,5 kg na 100 km. Dne 12. května 1938 byl vytvořen škpt. Jaroslavem Polmou a kpt. Františkem Zeleným s tímto letounem Be-550 (OK-BES, výr. č. 4) na trati 100 km mezinárodní rychlostní rekord 174,064 km/h. Rekord byl proveden na rychlostním trojúhelníku Praha - Benátky - Říp - Praha. Bylo použito pohonné směsi Biboli, kterou dodala Společnost pro zpeněžení lihu.
Letoun s imatrikulací OK-BET (výr. č. 2) přeletěl v roce 1939 do Velké Británie. Z československého leteckého rejstříku byl vymazán 10. ledna 1940. Zachoval se tam po celou válku a po generální opravě v roce 1947 byl využíván k dopravním účelům s imatrikulací G-AGSR. Kariéra tohoto letadla, prodaného později soukromému majiteli, skončila 25. října 1951 po nehodě u městečka White Waltham v hrabství Berkshire.
Jeden letoun byl v roce 1939 prodán do Egypta (výr. č. 9, SU-ACD). Měl tovární krémovou barvu s červenými a černými pruhy. Svoji kariéru ukončil v roce 1947 v Palestině s registrací VQ-PAQ. V roce 1939 bylo několik letadel po okupaci Československa zabaveno fašistickým Německem a následně byly použity v leteckých školách Luftwaffe. Společnost Décauville z Francie zakoupila v roce 1937 na tento letoun výrobní a prodejní práva. Za přispění techniků z továrny Beneš-Mráz byl postaven ve Francii jeden letoun, ale následně se firma dostala do hospodářských potíží a ve výrobě nepokračovala.

## Uživatelé
- Československo
  - Aeroklub Republiky Československé
  - Beneš-Mráz
- Spojené království
- Francie
- Egypt
- Německá říše
  - Luftwaffe

## Specifikace
Údaje podle

### Technické údaje
- Osádka: 2
- Rozpětí: 11,5 m
- Délka: 7,15 m
- Výška: 1,9 m
- Nosná plocha: 14 m²
- Hmotnost prázdného stroje: 340 kg
- Vzletová hmotnost: 560 kg
- Plošné zatížení: 37,2 kg/m²
- Pohonná jednotka: invertní řadový vzduchem chlazený čtyřválec Walter Mikron II
- Vrtule: dvoulistá, dřevěná, okovaná

### Výkony
- Maximální rychlost: 180-195 km/h
- Cestovní rychlost: 155-170 km/h
- Přistávací rychlost: 60 km/h
- Čas výstupu do 1000 m: 6:30 min.
- Praktický dostup: 3500 m
- Teoretický dostup: 4000 m
- Dolet: 750 km